# Umberto Pototschnig
Umberto Pototschnig (Vicenza, 26 ottobre 1929 – Bassano del Grappa, 21 luglio 2012) è stato un giurista e avvocato italiano.

## Biografia
Nacque a Vicenza da famiglia triestina con ascendenze slovene, appartenente alla borghesia mercantile giuliana. Il padre si era trasferito nel capoluogo berico per esercitare la professione di medico (primario chirurgo).
Si laureò in giurisprudenza presso l'Università Cattolica di Milano, sotto la guida di Francesco Rovelli. Fu tuttavia avviato alla ricerca scientifica dal successore di Rovelli, Feliciano Benvenuti, di cui può considerarsi il primo allievo. 
Nel 1956 divenne direttore del Collegio Augustinianum, il collegio della Cattolica dove aveva studiato dopo aver vinto una borsa di studio.
Insegnò, per incarico, nell'Università Cattolica del Sacro Cuore, Istituzioni di diritto pubblico, Legislazione scolastica (Facoltà di Magistero), Diritto costituzionale italiano, Diritto comparato (Facoltà di Scienze politiche) e Diritto amministrativo (Facoltà di Giurisprudenza). 
Dopo aver vinto il concorso per la cattedra di Diritto amministrativo, divenne docente di questa materia dal 1964 nella Facoltà di Giurisprudenza dell'Università degli Studi di Pavia, Facoltà di cui fu Preside dal 1972 al 1978. 
Nel 1978 si trasferì alla cattedra di Diritto amministrativo della Facoltà di Giurisprudenza dell'Università degli Studi di Milano, succedendo ad Antonio Amorth. 
Svolse attività di ricerca anche presso l'ISAP, l'Istituto per la Scienza dell'Amministrazione Pubblica fondato a Milano da Feliciano Benvenuti, collaborando all'Archivio Isap 1962 e al congresso celebrativo del centenario delle leggi amministrative di unificazione (Firenze, 1965).
Fu inoltre Presidente del comitato ordinatore della Facoltà di sociologia dell'Università di Trento.
Fu inoltre direttore della rivista Le Regioni, succedendo a Livio Paladin, dal 1978 fino al 1994.
Fu anche consulente ed avvocato specializzato in questioni di diritto amministrativo. In questa veste difese le regioni in molte cause avanti la Corte costituzionale.
Pototschnig ha avuto numerosi allievi, formati dapprima nell'Università di Pavia e, successivamente, nell'Università Statale di Milano: fra gli amministrativisti, spiccano Aldo Travi, Marco Sica e Bruno Tonoletti.

## Metodo scientifico
Nel corso della propria carriera accademica ha approfondito vari settori del diritto pubblico, costituzionale e amministrativo. 
Fra i suoi contributi più importanti spiccano la monografia su I pubblici servizi (1964), i saggi Insegnamento, istruzione, scuola (1962), L'unificazione amministrativa delle province venete (1967) le voci enciclopediche Appello (dir.amm.) (1958) ed Istruzione (1973). 
La monografia I pubblici servizi è nota, in particolare, per aver elaborato una nozione oggettiva del concetto di servizio pubblico, legata alla tipologia di prestazione svolta dall'operatore di settore (pubblico, ma eventualmente anche privato), valorizzando le previsioni dell'art. 41 della Costituzione e non alla sua qualificazione soggettiva del prestatore del servizio (impresa privata o ente pubblico). In tale prospettiva, per nulla scontata nei primi anni sessanta del XX secolo, anche un'impresa privata può svolgere attività di servizio pubblico, spettanto allo Stato il compito di regolare, mediante la legge, tale attività.
Nel pensiero giuridico di Pototschnig, lo studio del diritto non si limita ad uno studio delle norme giuridiche, ma acquista una dimensione sociale ed appare orientato dall'aderenza, ed al perseguimento, di specifici valori, primi fra tutti quelli stabiliti dalla Costituzione: come osservato, in Pototschnig "la riflessione di diritto amministrativo è sempre strumentale rispetto ad un obiettivo concreto collocato nella dimensione sociale; è, cioè, un apporto per uno svolgimento ulteriore, che non può essere relegato nell'ambito del mero fenomeno giuridico, perché preme verso un mutamento più incisivo"

## Opere
Le regole della Magnifica Comunità Cadorina  /  - Milano: Vita e Pensiero, 1953. - IX, 151 p. ; 23 cm.
I pubblici servizi: problemi preliminari / Padova: CEDAM, 1959. - VII, 193 - 
I pubblici servizi: elementi e disciplina / Padova: CEDAM, 1962. - VI, 171.
L'edizione definitiva di questa monografia è:
I pubblici servizi / Padova: CEDAM, 1964. - VIII, 469. 
Scritti scelti / Padova: CEDAM, 1999. - VII, 873.